# Sidney van den Bergh
Sidney van den Bergh (Wassenaar, 20. svibnja 1929.) je kanadski astronom. Poznat je po otkriću galaktike Andromeda II.
Rođen u Nizozemskoj, dodiplomski studij završio na Sveučilištu Princeton 1950. godine. Magistrirao na Državnom sveučilištu Ohio (1952.), te doktorirao na Sveučilištu Goettingen (1956. godine).
Prvi dio karijere proveo je na Opservatoriju David Dunlap Sveučilišta u Torontu. Drugi dio u Victoriji, Britanska Kolumbija, gjde je postao ravnatelj Astrofizičkog opservatorija Dominion.  Bio je predsjednik Kanadskoga astronomskog društva i potpredsjednik Međunarodne astronomske unije.

## Počasti
Nagrade
- Izabrani član Kraljevskog društva (1988.)
- Docentura Henry Norris Russell (1990.)
- Nagrada Killam (1990.)
- Kanadski red (1994.)
- Nagrada Carlyle S. Beals (1998.)
- Zlatna medalja Catherine Wolfe Bruce (2008.)

Prozvano po njemu
- Asteroid 4230 van den Bergh
- Komet van den Bergh

## Poveznice
- Klasificiranje galaksija#Van den Berghova klasifikacija